# Asamblea (toque)
En el ámbito militar, se llama asamblea al toque de caja, corneta o clarín que tiene por objeto que las compañías, batallones y escuadrones tomen las armas y formen en el lugar señalado de antemano. 
Este mismo toque,
- en un campamento, sirve para batir tiendas;
- en caballería servía para poner grupas;
- en artillería, para atajar el ganado;
- en administración militar, para cargar acémilas.